# Godwins
Die Godwins waren eine bedeutende englisch-angelsächsische Adelsfamilie des 11. Jahrhunderts, die für eine kurze Zeit auch den englischen König stellte. 
Das nach dem bedeutenden Godwin von Wessex († 1053) in der historischen Forschung als Godwins bezeichnete Adelsgeschlecht lässt sich vielleicht bis ins 9. Jahrhundert, bis auf den westsächsischen König Ethelwulf (839–858) zurückführen. Konkrete Informationen zu der Familie liegen aber erst ab Godwin und dessen Vater Wulfnoth Cild († 1014) vor.
Wulfnoth Cild. Wulfnoth tritt als Thegn von Sussex erstmals 1009 in Erscheinung und gehört damit zum engeren Kreis der Mächtigen im englischen Königreich König Æthelreds (938–1013, 1014–1016). Mal im Einvernehmen mit dem Herrscher, mal im Gegensatz zu diesem gelang es Wulfnoth, seine Machtstellung auf seinen Sohn Godwin zu übertragen.
Godwin, vielleicht um 993 geboren, konnte nach dem Tod des Vaters (1014) seine Stellung in Wessex weiter aufbauen, zumal er in freundschaftlicher Verbindung zum anglo-skandinavischen König Knut dem Großen (1016–1035) stand, der sowohl über England als auch über Dänemark und Norwegen herrschte. Als Sachwalter Knuts in England wurde er zu der bedeutenden Person neben dem König, als Earl von Wessex verfolgte er weiterhin seine Hausmachtinteressen. In den unruhigen Jahren nach Knuts Tod (1035) gelang es Godwin, Edward den Bekenner (1043–1066), der mit Godwins Tochter Edith verheiratet war, zum englischen König zu machen. Die nachfolgenden fast zehn Jahre blieb der Einfluss Godwins im Königreich ungebrochen, bis der Earl 1051 in Ungnade fiel, außer Landes floh, aber schon 1052 wieder in die alten Positionen eingesetzt wurde. Godwin starb am 15. April 1053. Er hinterließ u. a. die Söhne Swegen, Harold, Tostig, Gyrth, Leofwine und Wulfnoth, die zum Teil in die väterlichen Positionen in England einrückten.
Harold Godwinson, gelegentlich auch Harald Godwinson geschrieben, war der bedeutendste der Söhne Godwins. Zunächst Earl von East Anglia, dann Earl von Wessex, bestimmte Harold die englische Politik unter Edward dem Bekenner entscheidend mit. Kriegszüge gegen Wales, Kämpfe mit seinem Bruder Tostig, Verhandlungen mit Herzog Wilhelm von der Normandie festigten seine Stellung als mächtigster Vasall im englischen Königreich, so dass nach dem Tod Edwards (1066) Harold englischer König wurde. Als solcher hatte er indes die Angriffe anderer Thronprätendenten abzuwehren. Am 25. September 1066 besiegten Harold und das englische Heer den norwegischen König Harald III. (1047–1066) und seinen Bruder Tostig bei Stamford Bridge. Am 28. oder 29. September 1066 landete Wilhelm der Eroberer mit seinen Truppen in Südengland und schlug den herbeigeeilten Harold und dessen Armee am 14. Oktober 1066 in der Schlacht von Hastings. Harold fiel, und mit ihm endete die kurze englische Königsherrschaft der Godwins. 
Brüder und Nachkommen Harolds und der Godwins überlebten z. B. in Norwegen und Irland, doch konnte die Familie ihre bisherige Stellung im nordwestlichen Europa nicht mehr behaupten und verschwindet daher aus den mittelalterlichen Quellen und Berichten.

## Stammliste
1. Wulfnoth (vielleicht Wulfnoth Cild)
  1. Godwin Wulfnothson (* um 1001, † 15. April 1053) Earl of Wessex; ⚭ Gytha Thorkilsdóttir, Tochter von Thorkil Sprakalegg (Haus Estridsson)
    1. Edith, † 18. Dezember 1075; ⚭ 23. Januar 1045 Eduard der Bekenner, 1046 König von England, † 5. Januar 1066 (Haus Wessex)
    2. Sweyn Godwinson (* um 1020, † 1052) 
      1. Hakon

    3. Harold Godwinson, * wohl 1020, † 14. Oktober 1066 in der Schlacht von Hastings, 1066 König von England; ⚭ 1065 Ealdgyth von Mercia, Tochter von Ælfgar, Earl of Mercia, Witwe von Gruffydd ap Llywelyn, König von Gwynedd (Haus Gwynedd); (a) Haralds meisten Kinder stammen aus seiner kirchlich nicht legitimierten Beziehung zu Edith Swanneck
      1. (a) Godwin
      2. (a) Edmund
      3. (a) Magnus
      4. (a) Ulf
      5. (a) Gytha; ⚭ um 1070 Wladimir Wsewolodowitsch Monomach, Großfürst von Kiew, † 10. Mai 1125 (Rurikiden)
      6. (a) Gunhild, geistlich in Wilton (Wiltshire)
      7. Harald

    4. Toste (* um 1026, † 25. September 1066 in der Schlacht von Stamford Bridge), 1055 Earl of Northumbria; ⚭ Judith von Flandern (* um 1030; † 5. März 1094), sie heiratete in zweiter Ehe 1070/71 Welf IV., 1070 Herzog von Bayern (Welfen).
    5. Leofwine (* 1035, † 14. Oktober 1066 in Schlacht von Hastings) Earl of Kent
    6. Gyrth, (ca. 1030, † 14. Oktober 1066 in der Schlacht von Hastings) Earl of East Anglia
    7. Gunhilda
    8. Ælfgifu
    9. Wulfnoth, (* 1035, † 1094 Salisbury)